# ثيودور جاي كونواي
ثيودور جاي كونواي (بالإنجليزية: Theodore J. Conway)‏ هو عسكري أمريكي، ولد في 24 يوليو 1909 في فاليجو في الولايات المتحدة، وتوفي في 11 سبتمبر 1990.